# Paul Hunter (réalisateur)
Pour les articles homonymes, voir Paul Hunter.

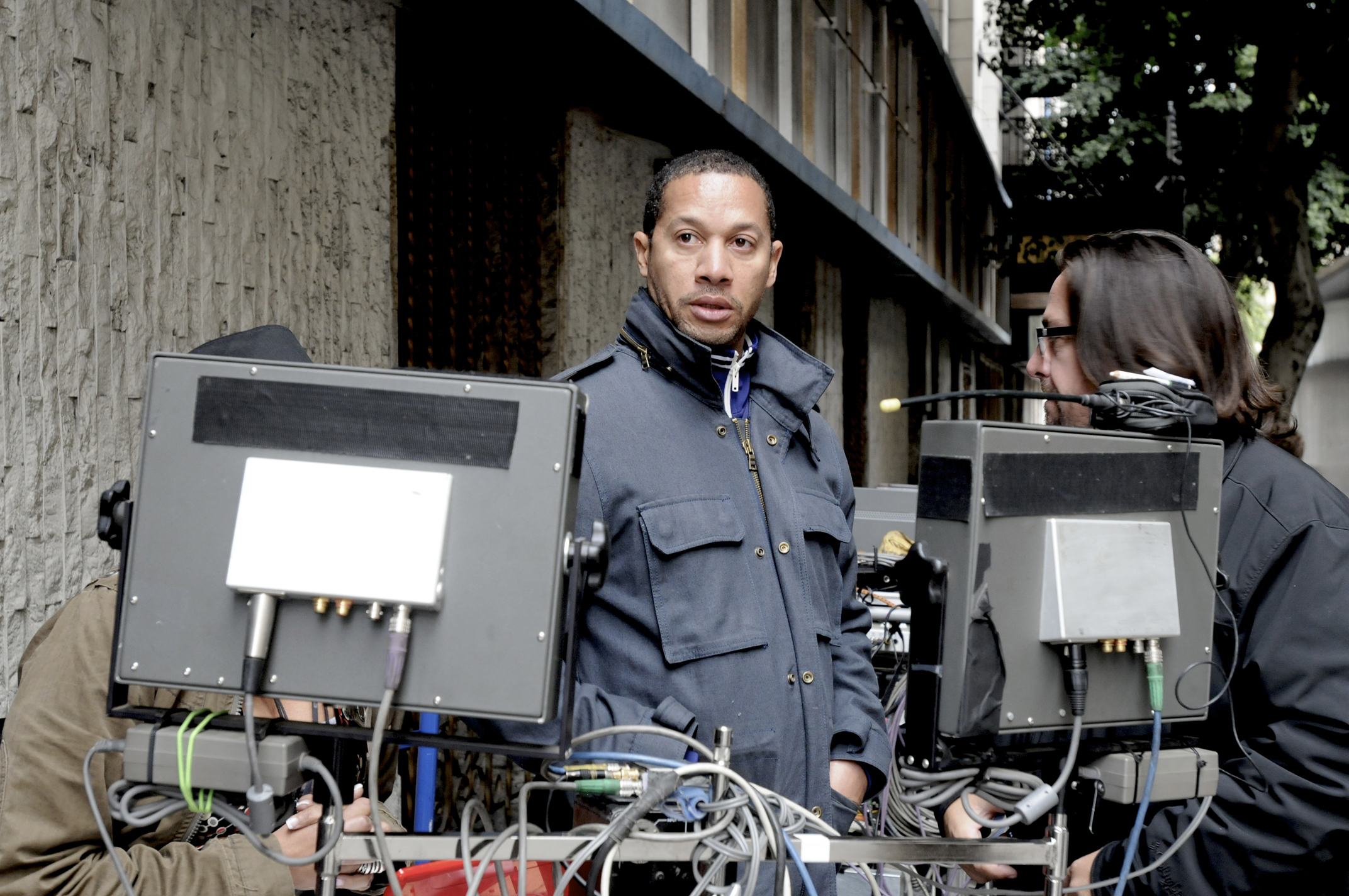
Paul Hunter

Paul Hunter est un réalisateur de clips et de publicités. Il a également réalisé le film Le Gardien du manuscrit sacré, sorti en 2003.

## Réalisations

### Années 1990

#### 1996
- Aaliyah - One in a Million (en)
- Aaliyah feat. Ginuwine, Missy Elliott & Timbaland - One in a Million (Remix)
- Aaliyah - Got To Give It Up
- The Twinz - Eastside LB
- Keith Sweat - Twisted
- Keith Sweat - Nobody
- Deja Gruv - You're not around
- Keith Sweat - Just a touch
- Snoop Dogg - Santa goes straight to the ghetto

#### 1997
- Puff Daddy - Can't nobody hold me down
- Adriana Evans (en) - Seein' is believin'
- Heavy D & the Boyz - Big daddy
- Warren G - I Shot the Sheriff
- Zhané - Request line
- Brownstone - 5 miles to empty
- Mariah Carey - Honey[1]
- Erykah Badu - On & On[2],[3]
- Whitney Houston - Step by Step
- Scarface feat Tupac Shakur - Smile
- Blackstreet feat. Ol' Dirty Bastard - Fix [remix]
- Mary J. Blige - Love Is All We Need
- Lauryn Hill - The Sweetest Thing
- Tamia - Make Tonight Beautiful
- LL Cool J - Phenomenon
- Puff Daddy - It's All About The Benjamins[4]
- Boyz II Men - 4 Seasons of Loneliness
- Laurnea - Infatuation
- The Notorious B.I.G. feat. Puff Daddy - Hypnotize[5]
- Snoop Dogg feat Teena Marie and Charlie Wilson - Vapors
- Mack 10 feat Snoop Dogg - Only in California
- Puff Daddy - Been Around The World
- Da Brat - The Party Continues
- Salt N Pepa - Gitty up

#### 1998
- Babyface - You were there
- Jermaine Dupri feat. Da Brat - The Party Continues
- Flipmode Squad - Everybody on The Line Outside
- Joydrop (en) - Beautiful
- LL Cool J - Hot, Hot, Hot
- Queen Latifah - Bananas / Paper
- Ice Cube - We Be Clubbin'
- Missy Elliott feat. Timbaland & Mocha - Hit 'Em Wit Da Hee
- LSG feat. Busta Rhymes - Curious
- Usher - My Way
- Brandy feat. Ma$e - Top of The World
- Tamia - Imagination
- Janet Jackson - I Get Lonely
- Marilyn Manson - The Dope Show[6]
- Hole - Malibu[7]
- Busta Rhymes - Turn It Up (Remix) - Fire It Up
- Whitney Houston feat.Faith Evans & Kelly Price - Heartbreak Hotel[8]
- Boyz II Men - I Can't Let Her Go
- A Tribe Called Quest - Find A Way
- Everclear - Father of Mine
- Flipmode Squad - Cha Cha Cha
- Lenny Kravitz - Fly Away[1]

#### 1999
- Faith Evans feat. Puff Daddy - All Night Long
- Keith Sweat - I'm Not Ready
- Marilyn Manson - I Don't Like the Drugs (But the Drugs Like Me)
- Matchbox 20 - Back 2 Good
- Will Smith's Wild Wild West[9]
- Lenny Kravitz - American Woman
- TLC - Unpretty
- Enrique Iglesias - Bailamos
- Jennifer Lopez - If You Had My Love[1]
- Amyth - 1, 2, 3
- Warren G feat. Mack 10 - I Want It All
- D.E.X. - Paper Chasin
- Puff Daddy feat. Mario Winans - Best Friend
- D'Angelo - Untitled (How Does It Feel)][3],[4],[8],[9]
- Jennifer Lopez - Feelin' So Good

### Années 2000

#### 2000
- Christina Aguilera - Ven conmigo (solamente tú)
- Céline Dion - I Want You to Need Me
- Will Smith - Freakin' It
- Brian McKnight - Stay or Let It Go
- Kelis - Get Along With You
- Dr. Dre feat. Snoop Dogg - The Nxt Episode
- Kina - Girl From the Gutter
- Christina Aguilera - Come On Over Baby (All I Want Is You)
- Eminem - The Way I Am
- Lenny Kravitz - Again
- Deftones - Back To School (Mini Maggit)
- Tamia - Stranger in my house
- A Perfect Circle - 3 Libras
- Faith Hill - Where are you Christmas?
- Jennifer Lopez - Love Don't Cost a Thing[2]

#### 2001
- Aaliyah - We Need A Resolution
- Michael Jackson - You Rock My World
- Lenny Kravitz - Again[1]
- Christina Aguilera, Lil' Kim, Mýa & Pink - Lady Marmalade[6],[10]
- Jay-Z feat. R.Kelly - Guilty Until Proven Innocent
- Nikka Costa - Like a feather
- Sunshine Anderson - Lunch or Dinner

#### 2002
- Thalía - Tu y yo

#### 2003
- Ashanti - Rock Wit You (Awww Baby)[8]
- Tyrese - Signs of love makin'
- Eminem - Superman
- Tamia - Officially Missing You
- Britney Spears feat. Madonna - Me Against the Music
- Joe Budden feat. Redman - Fire (yes, yes y'all)
- Justin Timberlake - Senorita[3]
- Justin Timberlake - I'm Lovin' It
- Kelis - Milkshake (version inédite)
- Pharrell Williams feat. Jay-Z - Frontin'

#### 2004
- Mya - My Love Is Like... Whoah!
- N.E.R.D. - Maybe
- Van Hunt - Down Here in Hell (With You)
- Mos Def - Sex, Love & Money
- Snoop Dogg feat. Pharrell Williams - Drop It Like It's Hot

#### 2005
- Snoop Dogg feat. Pharrell Williams - Let's Get Blown
- Snoop Dogg feat. Justin Timberlake - Signs
- Gwen Stefani - Hollaback Girl[1],[4],[9]
- Robin Thicke feat. Pharrell Williams - Wanna Love You Girl (unaired)
- Pharrell Williams feat. Gwen Stefani - Can I Have It Like That
- Mariah Carey - Don't Forget About Us
- The Pussycat Dolls feat. Busta Rhymes - Don't Cha
- Will Smith - Switch
- Common - Be
- Will Smith - Party Starter
- Stevie Wonder - So What The Fuss
- Warren G feat. Snoop Dogg, Ice Cube & B-Real - Get U down

#### 2006
- Jamie Foxx feat. Twista - DJ play a love song
- Mariah Carey feat. Snoop Dogg - Say Somethin'
- Mary J. Blige with U2 - One
- Warren G feat. Nate Dogg - I Need a Light
- Jamie Foxx - Extravaganza
- Luke & Q - My turn
- Outkast - Idlewild blues
- Justin Timberlake feat. T.I. - My Love

#### 2007
- Nicole Scherzinger feat. T.I. - Whatever U Like